# Germinativna teorija bolesti
Germinativna teorija bolesti tvrdi da su neke bolesti uzrokovane mikroorganizmima. Ovi maleni organizmi, premaleni da bi se mogli vidjeti bez povećanja, invadiraju ljude, druge životinje i ostale žive domaćine. Njihov rast i reprodukcija u domaćinu mogu uzrokovati bolest. Pridjev germinativan upućuje na germu ili klicu koja može označivati virus, bakteriju, protista, gljivu ili prion. Mikroorganizmi koji uzrokuju bolesti nazivaju se patogenima, a bolesti koje uzrokuju nazivaju se infektivnim bolestima. Čak i onda kada je patogen glavni uzročnik bolesti, okolišni i nasljedni faktori mogu utjecati na težinu bolesti i na to da li će pojedini domaćin biti inficiran nakon što bude izložen patogenu.
Germinativna je teorija bila znanstveno otkriće kasnog 19. stoljeća. Istisnula je prijašnja objašnjenja bolesti poput teorije mijazama.

## Mijazmatska teorija
Mijazmatska teorija prijenosa bolesti držala je da su bolesti poput kolere, klamidije ili Crne smrti bile uzrokovane mijazmom (starogrč. μίασμα: skrnavljenje, onečišćenje), štetnim oblikom "loša zraka". Teorija je držala da je izvor ovih epidemijskih bolesti bio mijazam koji emanira iz kvarne organske tvari. Mijazam je bio smatran otrovnom parom ili maglom koju su ispunjale čestice raspadnute tvari (mijazmi) koje uzrokuju bolesti. S mijazmatske su pozicije bolesti bile proizvod okolišnih faktora poput kontaminirane vode, prljava zraka i slabih higijenskih uvjeta. Takva se infekcija nije prenosila među pojedincima, već je pogađala one pojedince koji su boravili na onom prostoru na kojem su nastale takve pare. Ona se mogla identificirati po svojem lošem zadahu.
Ovo je bila prevladavajuća teorija prijenosa bolesti prije nego što ju je u 19. stoljeću nadomjestila germinativna teorija bolesti.

## Razvoj

### Prije 19. stoljeća
Girolamo Fracastoro predložio je 1546. godine da epidemijske bolesti uzrokuju prenosiva klicolika bića koja prenose infekciju izravnim ili neizravnim kontaktom, pa i na velikim udaljenostima bez ikakva kontakta.
Talijanski liječnik Francesco Redi podastro je rani dokaz protiv spontane generacije. Godine 1668. smislio je eksperiment u kojem je rabio tri staklenke. U svaku staklenku stavio je mesni odrezak i jaje. Jednu je staklenku ostavio otvorenom, drugu čvrsto zatvorenom, a posljednju je pokrio gazom. Poslije nekoliko dana uočio je da je mesni odrezak u zatvorenoj staklenci prekriven ličinkama dok je staklenka prekrivena gazom imala ličinke na površini gaze. Čvrsto zatvorena staklenka pak nije imala nikakvih ličinaka ni unutar ni izvan staklenke. Također je primijetio da su se ličinke nalazile samo na površinama dostupnim muhama. Iz svega je zaključio da spontana generacija nije prihvatljiva teorija.
Mikroorganizme je 1670-ih prvi put izravno promatrao Anton van Leeuwenhoek, rani pionir u mikrobiologiji. Na osnovi Leeuwenhoekova rada liječnik Nicolas Andry tvrdio je 1700. godine da su mikroorganizmi koje je nazivao "crvima" odgovorni za boginje i ostale bolesti.

### Agostino Bassi
Talijan Agostino Bassi bio je prva osoba koja je dokazala da je neka bolest uzrokovana mikroorganizmom nakon što je proveo niz eksperimenata između 1808. i 1813. godine, demonstriravši da je "biljni parazit" uzrokovao bolest u dudovih svilaca znanu kao calcinaccio. Ova je bolest devastirala francusku industriju svile u to vrijeme. Danas se zna da je "biljni parazit" gljiva Beauveria bassiana (imenovana po Bassiju) koja je patogena za kukce.

### Ignaz Semmelweis
Ignaz Semmelweis bio je ugarski opstetričar koji je u Bečkoj općoj bolnici (njem. Allgemeines Krankenhaus) radio 1847. godine kada je primijetio dramatično visoko incidenciju smrti od puerperalne groznice među ženama koje su porađale u bolnici uz pomoć liječnika i studenata medicine. Porodi u kojima su sudjelovale babice bili su relativno sigurni. Istražujući dalje Semmelweis je pronašao vezu između puerperalne groznice i liječničkih pregleda porađajućih žena i nadalje shvatio da su ti liječnici obično dolazili izravno s obdukcija. Tvrdeći da je puerperalna groznica bila zarazna bolest i da je tvar s obdukcija bila implicirana u njezinu razvoju, Semmelweis je nagnao liječnike da peru svoje ruke klornovapnenom vodom prije pregleda trudnica time smanjivši njihov mortalitet od porođaja s 18 % na 2,2 % u svojoj bolnici. Usprkos tomu, većina bečkog medicinskog establišmenta isprva je odbacila njega i njegove teorije.

### John Snow
John Snow bio je skeptik prema tada dominantnoj mijazmatskoj teoriji. Germinativna teorija bolesti tada još nije bila razvijena, pa Snow nije razumio mehanizam kojim se bolesti prenose. Prvi je put objavio svoju teoriju u eseju O načinu komunikacije kolere iz 1849. godine. Unatoč stalnim izvješćima, Institut de France dodijelio mu je za njegov rad nagradu u iznosu od 30.000 francuskih franaka. Godine 1855. objavio je drugo izdanje svojeg članka, dokumentiravši svoje dodatno elaborirano istraživanje učinka vodoopskrbe u Sohu tijekom londonske epidemije iz 1854. godine.
Razgovarajući s lokalnim stanovnicima, identificirao je izvor izboja u javnoj crpki za vodu u Širokoj ulici (engl. Broad Street, sada Broadwick Street). Premda Snowljevo kemijsko i mikroskopsko pretraživanje uzorka vode iz crpke u Širokoj ulici nije podastrijelo dokaz s pomoću kojeg se moglo zaključiti o njezinoj opasnosti, njegova ispitivanja obrasca bolesti bila su dovoljno uvjerljiva da nagovore mjesno vijeće na onemogućavanje uporabe bunarske crpke uklanjanjem njezine ručice. Ovaj se čin obično smatra zaslužnim za prekid izboja iako je Snow uočio da je epidemija već bila u brzom opadanju.
Snow je poslije rabio točkastu kartu radi ilustracije žarišta slučajeva kolere oko crpke. Usto je rabio statistiku radi ilustracije veze između kvalitete izvora vode i slučajeva kolere. Pokazao je da je Sadičko i vaksolsko vodovodno društvo (engl. Southwark and Vauxhall Waterworks Company) bilo uzimalo vodu iz odsječaka Temze onečišćenih otpadnom odvodnjom i zatim dopremalo vodu do domaćinstava dovevši do povećane incidencije kolere. Snowljeva studija bila je velik događaj u povijesti javnog zdravstva i geografije. Smatra se jednim od osnivačkih događaja u epidemiološkoj znanosti.
Poslije su istraživači otkrili da je ovaj javni zdenac bio iskopan samo metar od stare septičke jame iz koje su počele curiti fekalne bakterije. Pelene nekog djeteta, koje je pokupilo koleru s drugog izvora, bile su isprane vodom koja je završila u toj septičkoj jami. Njezin je otvor izvorno bio ispod obližnje kuće koja je nakon jednog požara bila podignuta nešto dalje. Grad je proširio ulicu i septička je jama izgubljena. U to je vrijeme bilo uobičajeno imati septičku jamu ispod većine domova. Većina obitelji nastojala je svoj neobrađen otpad prikupljati i odlagati u Temzu radi sprečavanja da se njihova septička jama napuni brže nego što bi se otpad stigao razgraditi u tlo.
Nakon što je epidemija kolere jenjala, vladini su službenici vratili ručicu na crpku u Širokoj ulici. Oni su samo odgovorili na hitnu prijetnju koja se pojavila pred stanovništvom, a poslije su odbacili Snowljevu teoriju. Prihvatiti njegov prijedlog značilo bi neizravno prihvatiti fekooralnu metodu prijenosa bolesti koju su oni odbacili kao "predepresivnu".

### Louis Pasteur
Formalnije eksperimente o odnosu između klica i bolesti proveo je Louis Pasteur između 1860. i 1864. godine. Otkrio je patologiju puerperalne groznice i piogenog vibriona u krvi te predložio uporabu borne kiseline za ubijanje ovih mikroorganizama prije i poslije konfinacije.
Pasteur je nadalje između 1860. i 1864. demonstrirao da nakon vrenja i rasta mikroorganizama u tekućim hranjivim podlogama nije uslijedila spontana generacija. Svježe kuhanu hranjivu podlogu izložio je zraku u cijevima u kojima se nalazio filtar koji je priječio prolazak svih čestica do hranjivog medija: čak i bez ikakva filtra, sa zrakom koji je ulazio kroz dugačku zavojitu cijev kroz koju nisu prolazile čestice prašine. Ništa nije poraslo u tekućim podlogama, stoga živi organizmi koji su rasli u takvim tekućim podlogama nisu nastajali unutar same tekuće podloge, već su morali doći izvana, kao spore na prašini.
Pasteur je otkrio da je još jedna teška bolest dudovih svilaca, pebrina, bila uzrokovana malenim mikroskopskim organizmom danas poznatim kao Nosema bombycis (1870.). Pasteur je spasio industriju svile u Francuskoj tako što je razvio metodu probira jajašaca dudova svilca na ona koja nisu inficirana; ta se metoda i danas rabi radi kontrole ove bolesti i mnogih drugih od kojih pati dudov svilac.

### Robert Koch
Robert Koch poznat je po razvoju četiriju osnovnih kriterija (znanih kao Kochovi postulati) s pomoću kojih se, na znanstveno smislen način, demonstrira da neku bolest uzrokuje određen organizam. Ovi postulati nastali su iz njegova seminalna rada s antraksom u kojem je rabio purificirane kulture patogena koje je prethodno bio izolirao iz uginulih životinja.
Kochovi postulati bili su razvijeni u 19. stoljeću kao opće smjernice za identifikaciju patogena koji se mogao izolirati tehnikama onoga doba. Čak i u Kochova vrijeme bilo je poznato da su neki infektivni agensi nesumnjivo odgovorni za bolesti iako nisu ispunjavali sve postulate. Nastojanja da se Kochovi postulati kruto primjenjuju u dijagnozi virusnih bolesti u kasnom 19. stoljeću, u vremenu kada se virusi nisu mogli vidjeti ili izolirati u kulturi, vjerojatno je usporilo rani razvoj polja virologije. U ovom trenutku postoji određen broj infektivnih agensa koji su prihvaćeni kao uzročnici određenih bolesti unatoč tomu što ne ispunjavaju sve Kochove postulate. Stoga, iako Kochovi postulati zadržavaju povijesnu važnost i nastavljaju informirati pristup k mikrobiološkoj dijagnozi, nije nužno ispuniti sva četiri postulata da bi se demonstrirala uzročnost.
Kochovi su postulati također utjecali na znanstvenike koji proučavaju mikrobnu patogenezu s molekularnog gledišta. Osamdesetih godina 20. stoljeća razvijena je molekularna verzija Kochovih postulata radi vođenja pri identifikaciji mikrobnih gena uključujući faktore virulencije.
Kochovi postulati:
1. Mikroorganizam se mora pronaći u izobilju u svim organizmima koji pate od bolesti dok se ne bi smjeli pronaći u zdravim organizmima.
2. Mikroorganizam se mora izolirati iz oboljela organizma i uzgojiti u čistoj kulturi.
3. Kultivirani mikroorganizam može uzrokovati bolest nakon što se uvede u zdrav organizam.
4. Mikroorganizam se mora reizolirati iz inokulirana, preminula eksperimentalna domaćina i identificirati kao onaj koji je identičan izvornom specifičnom uzročnom agensu.

Koch je ipak napustio univerzalistički zahtjev prvog postulata nakon što je otkrio asimptomatske kliconoše kolere a potom i tifoidne vrućice. Asimptomatski ili supkliničkoinfektivni kliconoše danas su poznati kao uobičajeno obilježje mnogih infektivnih bolesti, navlastito virusa kao što je polio, herpes simpleks, HIV i hepatitis C. Kao poseban slučaj, svi se doktori i virolozi naime slažu da poliovirus uzrokuje paralizu samo u nekih inficiranih subjekata, i uspjeh cjepiva protiv polija u prevenciji bolesti podupiru uvjerenje da je poliovirus uzročni agens.
Treći postulat navodi "može", a ne "mora" jer je sâm Koch dokazao s obzirom i na tuberkulozu i na koleru da svi organizmi izloženi infektivnom agensu neće steći infekciju. Do neinfekcije mogu dovesti faktori poput općeg zdravlja i priladnog imunosnog funkcioniranja, stečene imunosti iz prethodne izloženosti ili vakcinaciji, ili genetička imunost kao što je to slučaj s rezistencijom na malariju koja se prenosi barem jednim alelom za srpaste stanice.
Drugi postulat također se može suspendirati zbog određenih mikroorganizama ili bića koji se ne mogu (u ovom trenutku) uzgojiti u čistoj kulturi poput priona odgovornih za Creutzfeldt-Jakobovu bolest.
Ukratko, skup dokaza koji zadovoljava Kochove postulate dostatan je premda ne i nužan za uspostavu uzročnosti.

## Asanacija
Joseph Lister bio je 1870-ih posrednik u razvoju praktičnih primjena germinativne teorije bolesti s obzirom na asanaciju medicinskih prostora i aseptičkih kirurških tehnika – dijelom putem uporabe karbolne kiseline (fenola) kao antiseptika. Simultane inovacije u medicinskoj asanaciji neovisno je razvio Ignaz Semmelweis.

## VIše informacija
- epidemiologija
- stanična teorija
- poricanje germinativne teorije
- Alexander Fleming
- Robert Hooke
- Rudolf Virchow
- zimotska bolest

## Vanjske poveznice
- Stephen T. Abedon: germinativna teorija bolesti, dodatno predavanje (izmjena od 28. ožujka 1998.)
- William C. Campbell: germinativnoteorijski kalendar
- znanstveni rat protiv infektivnih bolesti